# Јованка Бончић
Јованка Бончић-Катеринић (Ниш, 1887—Београд, 1966) прва је жена архитекта у историји Немачке која је стекла диплому инжењера.

## Биографија
Јованка Бончић рођена је 5. јула 1887. године у Нишу, од оца Михаила, адвоката, касније касационог судије и мајке Катарине, рођене Петровић, из Београда. Прва три разреда основне школе завршила је у Пожаревцу, где јој је отац био адвокат, а четврти и шест разреда гимназије у Врању, где јој је отац био председник Окружног суда, а затим и окружни начелник. Похађала је Трећу мушку гимназију у Београду где је матурирала 1905. године и уписала се на Архитектонски факултет Велике школе која је те године проглашена Универзитетом. 
Након завршеног седмог семестра и праксе стечене у Државним железницама Јованка Бончић се упутила у Немачку на даље школовање. Студије архитектуре је наставила на Високој техничкој школи у граду Дармштату. Током студија у Немачкој, упознала је Украјинца Андреја Катеринића, такође инжењера, за кога се касније и удала. У аналима овог престижног европског универзитета, забележено је да је Јованка Бончић академско звање архитекте и диплому инжењера стекла 18. јула 1913. године чиме је постала прва жена у историји Немачке која је стекла диплому инжењера. О необичности тог догађаја сведочио је пре једног века берлински лист “Илустроване новине”, који је на целој насловној страни објавио фотографију дипломаца, где је једина девојка међу младићима била и млада Јованка Бончић.
Колико је Јованка Бончић значајна у немачком “граду науке” потврђује и чињеница да једна награда коју додељује Универзитет у Дармштату, као и једна улица у студентском кампусу носе њено име. Од пре две године награда “Јованка Бончић” додељује се женама за посебна научна достигнућа у области материјала и геонауке.
Лични живот Јованке Бончић обележио је брак са инжењером Андрејом Катеринићем али и честа путовања и промене места боравка. Почетком 1914. године отац је одводи у Беч, одакле она заједно са Андрејом одлази у Русију где су се њих двоје венчали 5. фебруара 1914. године. Катеринићи су потом живели Петрограду, Риги, Москви, Козељеву, Кијеву, Падолском и у Бирзули код Одесе, а у Југославију су се вратили бежећи од револуционарних превирања, Јованка 1922. године са синовима Петром и Виталијем, а Андреја 1923. године, са најстаријим сином Михаилом. Јованки Бончић Катеринић је у раду доста помагао и супруг Андреј. По повратку у Југославију 1924. године, Андреј Катеринић се запослио у Техничкој дирекцији Општине града Београда у којој је радио до пензионисања 1950. Пројектовао је зграду Основне школе „Краљ Александар I“ у Дечанској улици у Београду (1930, данас зграда Музичке школе „Станковић“) и зграду Средње техничке школе у улици Војислава Илића.
Јованка Бончић остала је у српској престоници све до своје смрти. Настрадала је је у свом стану у Београду 27. децембра 1966. у пожару који је сама изазвала заспавши са неугашеном цигаретом.

## Дело
Јованка Бончић је аутор неколико архитектонских дела. Српској престоници је оставила зграде Учитељског (зграду
Женске учитељске школе краљице Марије) и Ветеринарског факултета. Њена дела су и чувени Бански двор у Бањалуци, као и део бањског купатила у Бањи Ковиљачи.
Радила је и на реконструкцији дела дома „Анкера“ у Балканској улици у Београду, учествовала је у извођењу зграде Правног факултета арх. Петра Бајаловића, пројектовала болницу у Деспотовцу и гимназију у Смедереву, као и неколико зграда основних школа у Србији. Током 1941. године није радила, да би јој 1942. године били додељени мање значајни задаци у Министарству грађевина. У пролеће 1944. године отишла је на дужност у Петровац на Млави, где је изводила мање радове и дочекала крај другог светског рата, после кога се вратила у Министарство грађевина где је 1945. године пензионисана.

## Признања
У својој домовини Јованка Бончић је одликована орденом Св. Саве Петог реда 1928. године, а десет година касније орденом Југословенске круне Петог реда. Можда и већа признања стекла је у Немачкој. Колико је Јованка Бончић значајна у немачком “граду науке” потврђује и чињеница да једна награда коју додељује Универзитет у Дармштату, као и једна улица у студентском кампусу носе њено име. Од пре две године награда “Јованка Бончић” додељује се женама за посебна научна достигнућа у области материјала и геонауке. Нажалост, у Нишу још нема ниједно обележје.